# John Wilkes Booth
John Wilkes Booth (10 tháng 5 năm 1838 - 26 tháng 4 năm 1865) là một diễn viên người Mỹ tại Maryland. Hắn ta được cho là người đã ám sát Tổng thống Hoa Kỳ Abraham Lincoln tại Ford's Theatre, Washington, D.C. vào ngày 14 tháng 4 năm 1865. Tổng thống Lincoln qua đời vào ngày hôm sau do bị trúng đạn vào đầu. Đây là tổng thống Mỹ đầu tiên bị ám sát.
Booth là một diễn viên kịch rất chuyên nghiệp, bởi lẽ gia đình của hắn ta cũng có khá nhiều người theo nghiệp diễn viên như hắn. Booth là người theo phe Liên minh và cũng là một người ủng hộ chính sách nô lệ của Đảng Dân chủ, và hắn ta được cho là tỏ ra vô cùng căm phẫn khi phe này thất bại trong cuộc Nội chiến Hoa Kỳ và việc Lincoln đắc cử tổng thống Mỹ và trao quyền bầu cử cho tất cả những người nô lệ được chính ông ấy giải phóng. Đây được xem là một trong những động cơ khiến hắn thực hiện tội ác man rợ với tổng thống Lincoln, đó là ám sát ông ấy.
Wilkes Booth được cho là đã bị tấn công bằng súng vào ngày 26 tháng 4 năm 1865 và qua đời trong ngày hôm đó. Cái chết của hắn ta xảy ra đúng 12 ngày sau khi hắn ta ra tay ám sát tổng thống Lincoln.

## Sự kiện liên quan
Anh trai của Booth, Edwin Booth, đã cứu mạng con trai Abraham Lincoln, Robert Todd Lincoln, khi anh ta trượt chân ở một đường ray ở Thành phố Jersey, New Jersey, và suýt rơi vào khoảng trống giữa đường ray và con tàu đang chạy.  –  R.J. Norton. ""A Booth Saves A Lincoln"".